# 第三十八号哨戒特務艇
第三十八号哨戒特務艇（だいさんじゅうはちごうしょうかいとくむてい）は、日本海軍の未成特務艇（哨戒特務艇）。第一号型哨戒特務艇の18番艇。太平洋戦争の終戦時未成で、戦後漁船として竣工した。

## 艇歴
マル戦計画の特務艇、第2121号艦型の38番艇、仮称艦名第2158号艦として計画。1944年11月5日、第三十八号哨戒特務艇と命名されて第一号型哨戒特務艇の15番艇に定められ、本籍を横須賀鎮守府と仮定。11月28日、株式会社三保造船所で起工。
終戦時未成。8月17日、工事中止が発令され船体工程71%で工事中止。
1947年2月1日、行動不能艦艇（特）に定められる。4月14日、船体の一時使用許可が出され中内某に引渡し。9月1日、三保造船所で魚運搬船として着工。10月26日、進水。11月22日、連合軍から日本に対し、本船の漁船への改造許可が出された。12月6日、公試運転。12月10日竣工し、北海道へ回航された。